# Zalaegerszeg
Zalaegerszeg (Duits: Egersee) is een stad in Hongarije met circa 55.000 inwoners. Zalaegerszeg ligt 29 km ten zuiden van Körmend aan de rivier de Zala en is de hoofdstad van het comitaat Zala. De stad is een "stad met comitaatsrecht" (megyei jogú város).

## Geschiedenis
In het jaar 1247 wordt de stad voor het eerst vermeld in schriftelijke bronnen. In 1421 kreeg de plaats stadsrechten. In de 16e eeuw waren er veel aanvallen van de Turken om de stad te veroveren maar door de goede stadsverdediging bleef Zalaegerszeg vrij.
Rond 1930 wordt in de buurt van de stad aardolie ontdekt. Dit leidde ertoe dat de stad zich in die periode snel heeft ontwikkeld.

## Stadsbeeld
Zalaegerszeg heeft, net als de meeste steden in West-Hongarije, behalve nieuwere stadswijken en een nieuw stadscentrum ook nog twee oude pleinen, het Széchenyi tér en het Kovács Károly tér, met oude straatjes in de directe omgeving.
Aan het eerstgenoemde plein vindt men op nº 1 een barokgebouw uit de 18e eeuw waarin nu kantoren zijn gevestigd.
De oude herberg heet Arany Bárány (Het gouden lam). De kerk in barokstijl dateert, zoals vrijwel alle barokkerken in Hongarije, uit de 18e eeuw.

## Bereikbaarheid
Zalaegerszeg is een van de laatste provinciehoofdsteden in Hongarije die nog niet is aangesloten op het vierbaans autowegen netwerk. Er wordt inmiddels gewerkt hierin verandering te brengen door de aanleg van de M76. Het eerste twee delen van het traject worden inmiddels gebruikt door het verkeer. 
Per spoor is Zalaegerszeg ontsloten via de noord-zuidlijn tussen Szombathely en Nagykanizsa via het station in het nabijgelegen Zalaszentiván, en via de spoorlijn Hodoš via Zalaegerszeg en Celldömölk naar Veszprém een Boedapest. Ook is er een spoorlijn naar Rédics.

## Geboren

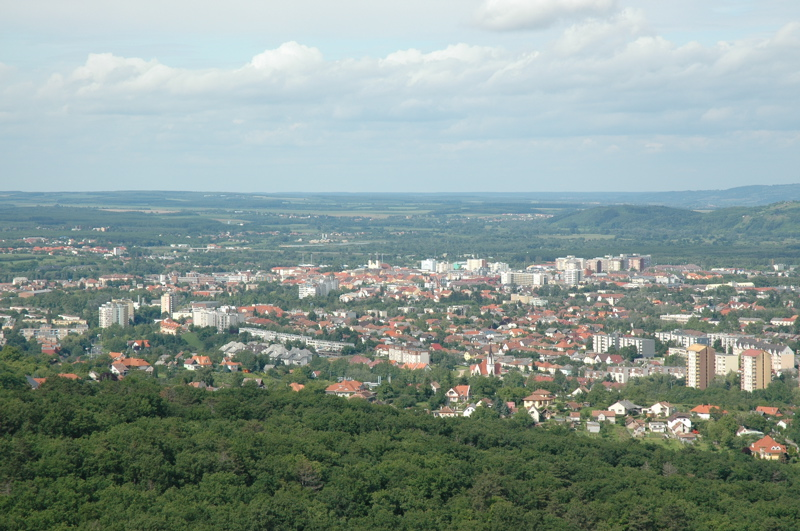
Zalaegerszeg

- László Andor (1966), politicus